# Wapoga
Le Wapoga est un fleuve indonésien de Nouvelle-Guinée dans la province de Papouasie.
Le bassin du Wapoga est le deuxième de Nouvelle-Guinée occidentale après celui du Mamberamo.